# مولینو (اورگن)
مولینو (به انگلیسی: Mulino) یک منطقهٔ مسکونی در ایالات متحده آمریکا است که در شهرستان کلاکاماس، اورگن واقع شده‌است. مولینو ۳۵٫۷۶ کیلومتر مربع مساحت و ۲٬۱۰۳ نفر جمعیت دارد و ۷۳٫۱۵ متر بالاتر از سطح دریا واقع شده‌است.